# 12697 Verhaeren
12697 Verhaeren (1989 SK3) là một tiểu hành tinh vành đai chính được phát hiện ngày 16 tháng 9 năm 1989 bởi E. W. Elst ở Đài thiên văn Nam Âu.